# 柳博維奇 (利沃夫區)
49°45′16″N 23°46′37″E / 49.75444°N 23.77694°E
柳博維奇（烏克蘭語：Любовичі），是烏克蘭西部的村莊，隸屬利維夫州的利維夫區。該村始建於1465年，面積0.12平方公里，海拔高度298米，人口80，人口密度每平方公里683.76人。